# Ahmad Tajuddin Halim Shah I di Kedah
Paduka Sri Sultan Ahmad Taj ud-din Halim Shah I ibni al-Marhum Sultan 'Abdu'llah al-Mu'azzam Shah (... – Kota Bukit Penang, 15 febbraio 1710) è stato sultano di Kedah dal 1706 al 1710.
Venne educato privatamente.
Venne nominato erede apparente con il titolo di raja muda dopo che il suo fratello maggiore partì per un viaggio a Sumatra. Il 22 settembre 1706 i nobili del regno lo proclamarono sultano.
Morì all'Istana Baginda, Kota Bukit Pinang il 15 febbraio 1710 e fu sepolto nel cimitero reale di Kota Langgar, presso Alor Setar.